# Grammitis herrerae
Grammitis herrerae là một loài dương xỉ trong họ Polypodiaceae. Loài này được Copel. C.V. Morton mô tả khoa học đầu tiên năm 1973.